# Piotr Jawny
Piotr Jawny (ur. 18 października 1971 we Wrocławiu) − polski piłkarz grający na pozycji obrońcy. Od czerwca 2021 do kwietnia 2022 roku pierwszy trener pierwszoligowego Podbeskidzia Bielsko-Biała.
Na najwyższym polskim szczeblu rozgrywkowym rozegrał 128 spotkań (88 jako zawodnik Śląska Wrocław, 40 jako gracz Arki Gdynia) i strzelił dwie bramki. Grał także w Varcie Namysłów i od stycznia 2005 do czerwca 2007 w Arce Gdynia, do której przeszedł z Hakoah Maccabi Ramat Gan. Karierę zakończył w listopadzie 2012 roku jako zawodnik Motobi Bystrzyca Kąty Wrocławskie.